# Templo de San Agustín (Ciudad de México)
El Templo de San Agustín es un edificio católico ubicado en el centro histórico de la Ciudad de México. El templo es catalogado como monumento histórico por el Instituto Nacional de Antropología e Historia (INAH) para su preservación.

## Historia
Tras la llegada de los frailes agustinos a la Nueva España, se inició la construcción del convento, en 1541. La conclusión del convento se logró muchos años después; en 1561, se concluyó la capilla; en 1575, el monasterio, y en 1587, se terminó la iglesia. Sin embargo, el incendio de la noche del 11 de diciembre de 1676 dejó destruida la iglesia. La reconstrucción se inició un año después, en 1677. Fue hasta 1692 cuando quedó concluida nuevamente.
Además de ser sede para las celebraciones religiosas, el entonces convento de San Agustín albergaba al Colegio del Santísimo Nombre de Jesús, en el cual se enseñaba a leer y a escribir, tanto a españoles como indígenas. La labor alfabetizadora de los agustinos fue importante; cabe destacar que muchos de ellos fueron catedráticos en la universidad.
En 1861, con la aplicación de las Leyes de Reforma, el recinto se desamortizó y se vendió en lotes.
Para 1867, por decreto del presidente Benito Juárez, se creó la Biblioteca Nacional de México y se eligieron las instalaciones del templo y la anexa Capilla de la Tercera Orden como su recinto. Varios años después, en 1914, la biblioteca pasó a manos de la Universidad Nacional Autónoma de México, institución que mantuvo el antiguo convento de San Agustín como sede de la Biblioteca Nacional de México hasta 1979.
Por el otro lado, la antigua sacristía y el claustro chico del convento tuvieron varios usos, llegando a servir incluso una como imprenta y el otro como almacén de basura, pero en 1957 les fueron dados a los frailes de nuevo para establecer en ellos su iglesia. Todo fue reconstruido; bancas, confesionarios y altar fueron erigidos desde cero, y hoy permanece abierta al culto.

## Galería de imágenes

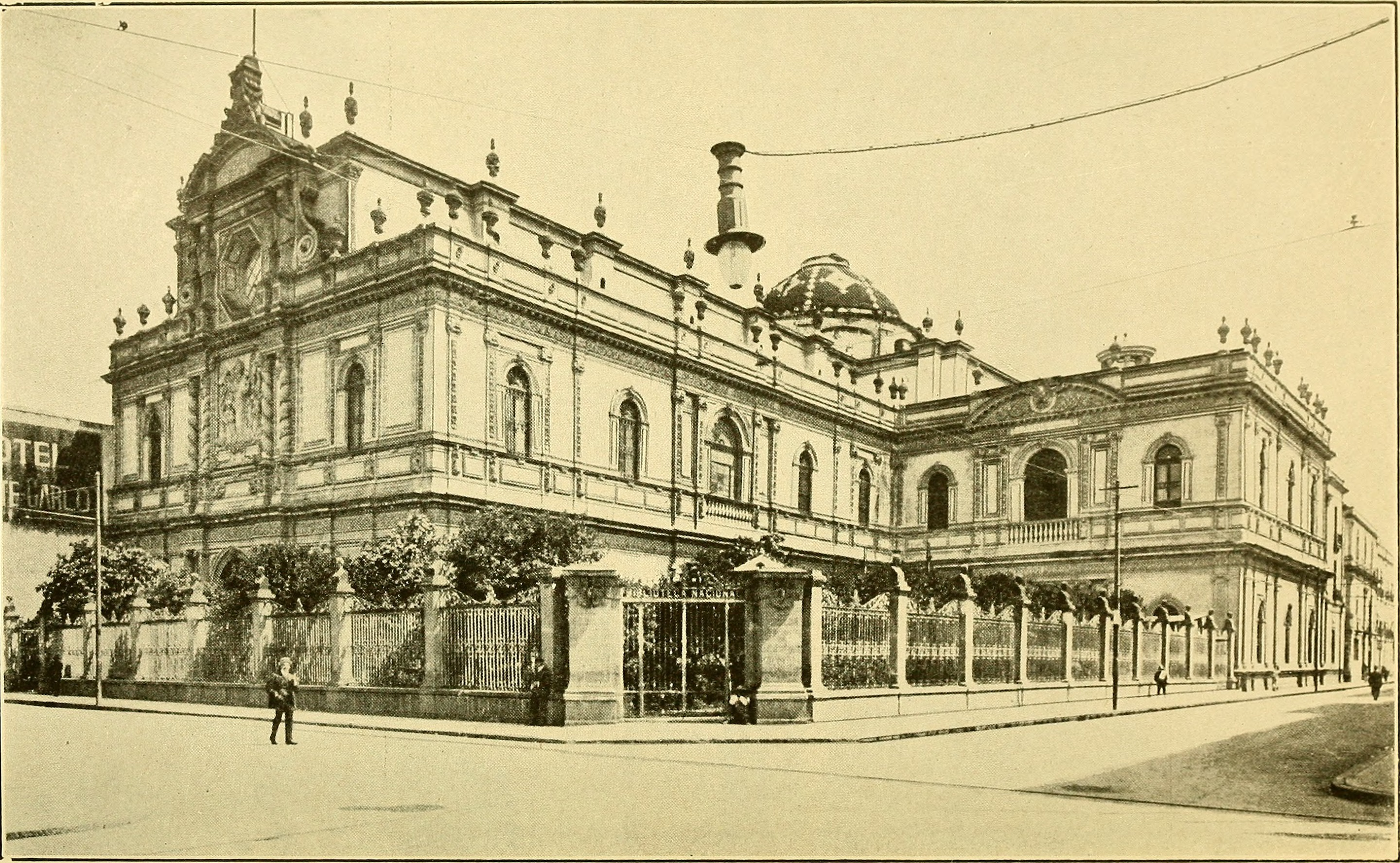
El templo en 1918.
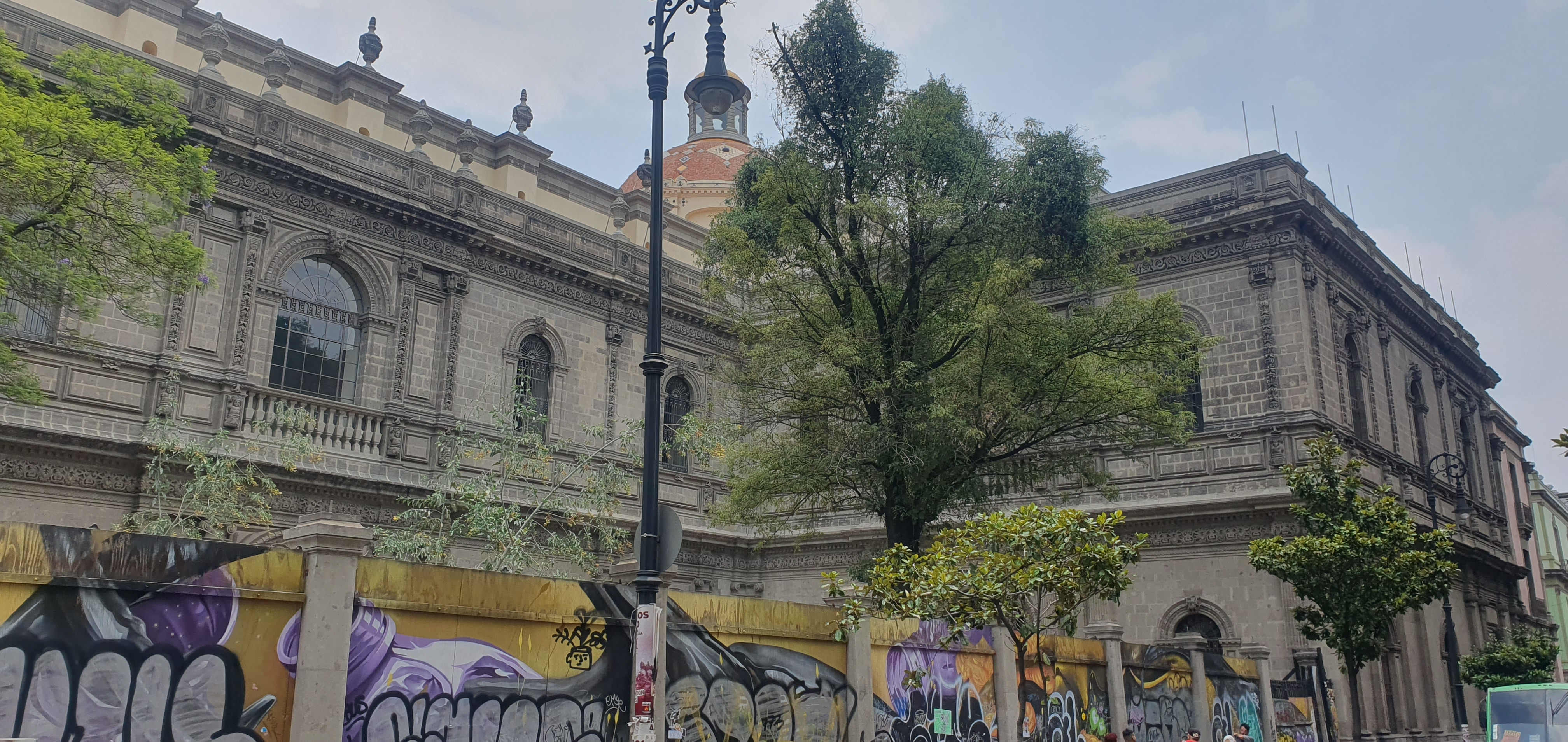
Vista lateral
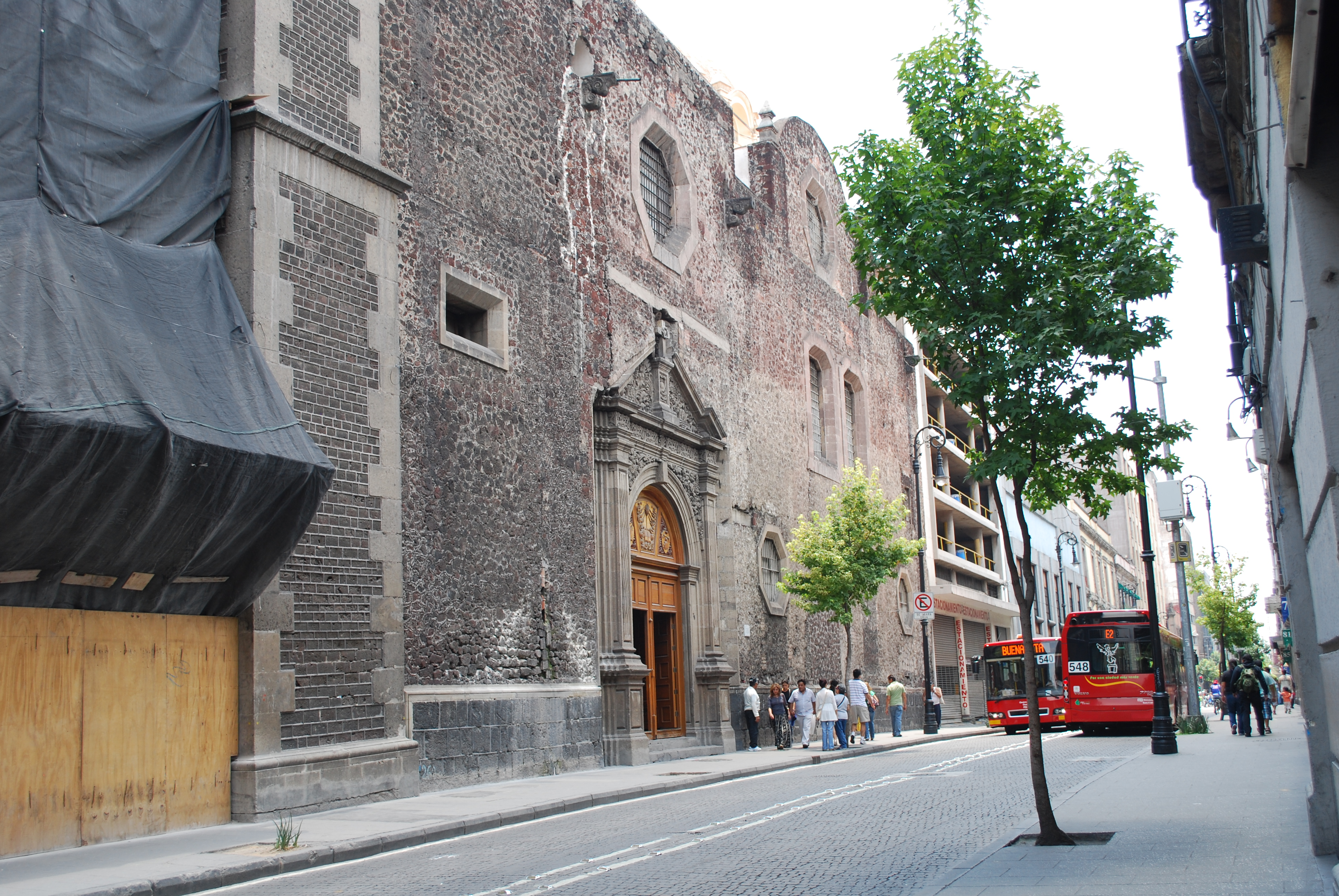
Fachada de la actual iglesia.
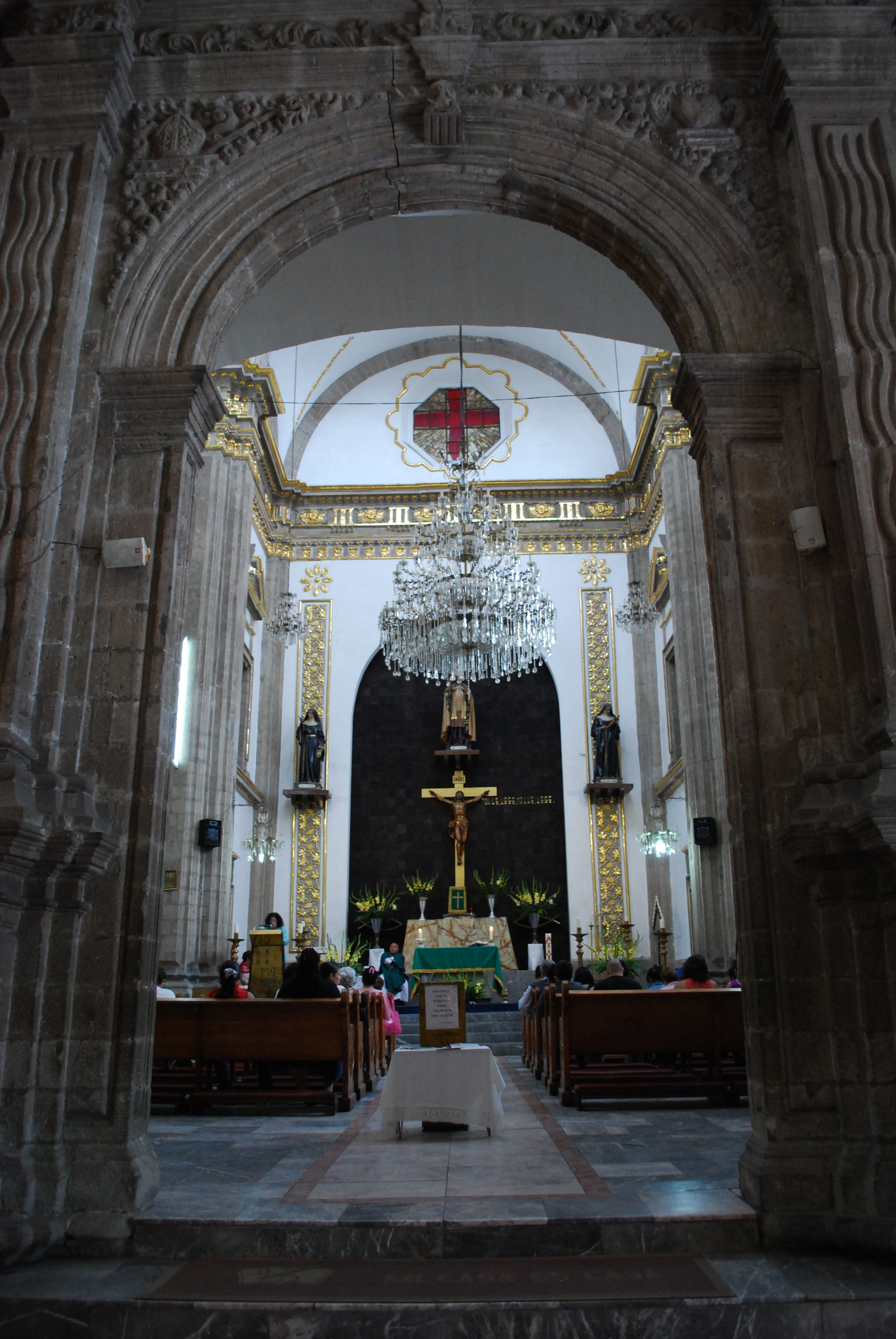
Vista del interior.
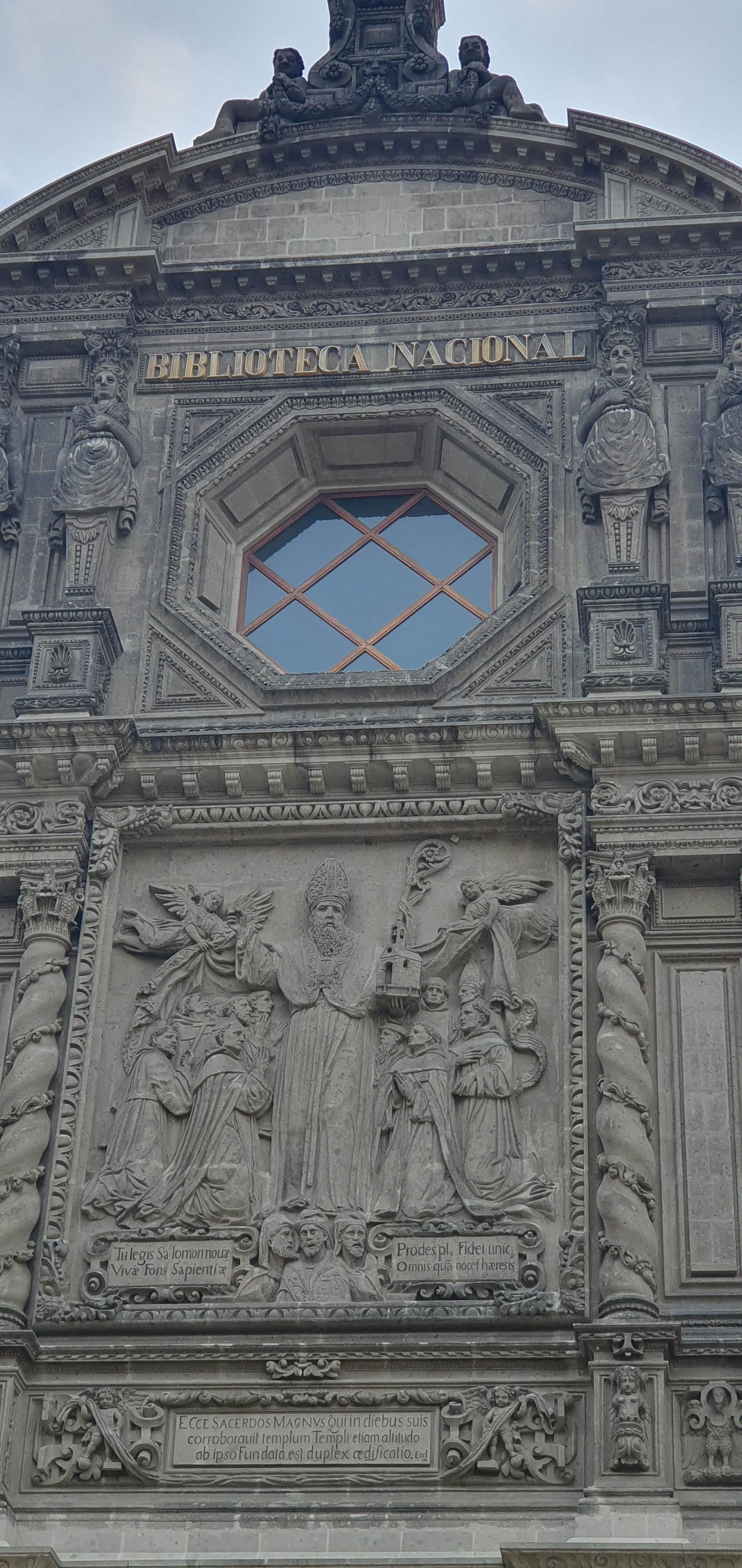
Detalle frontal.